# サレルノ湾

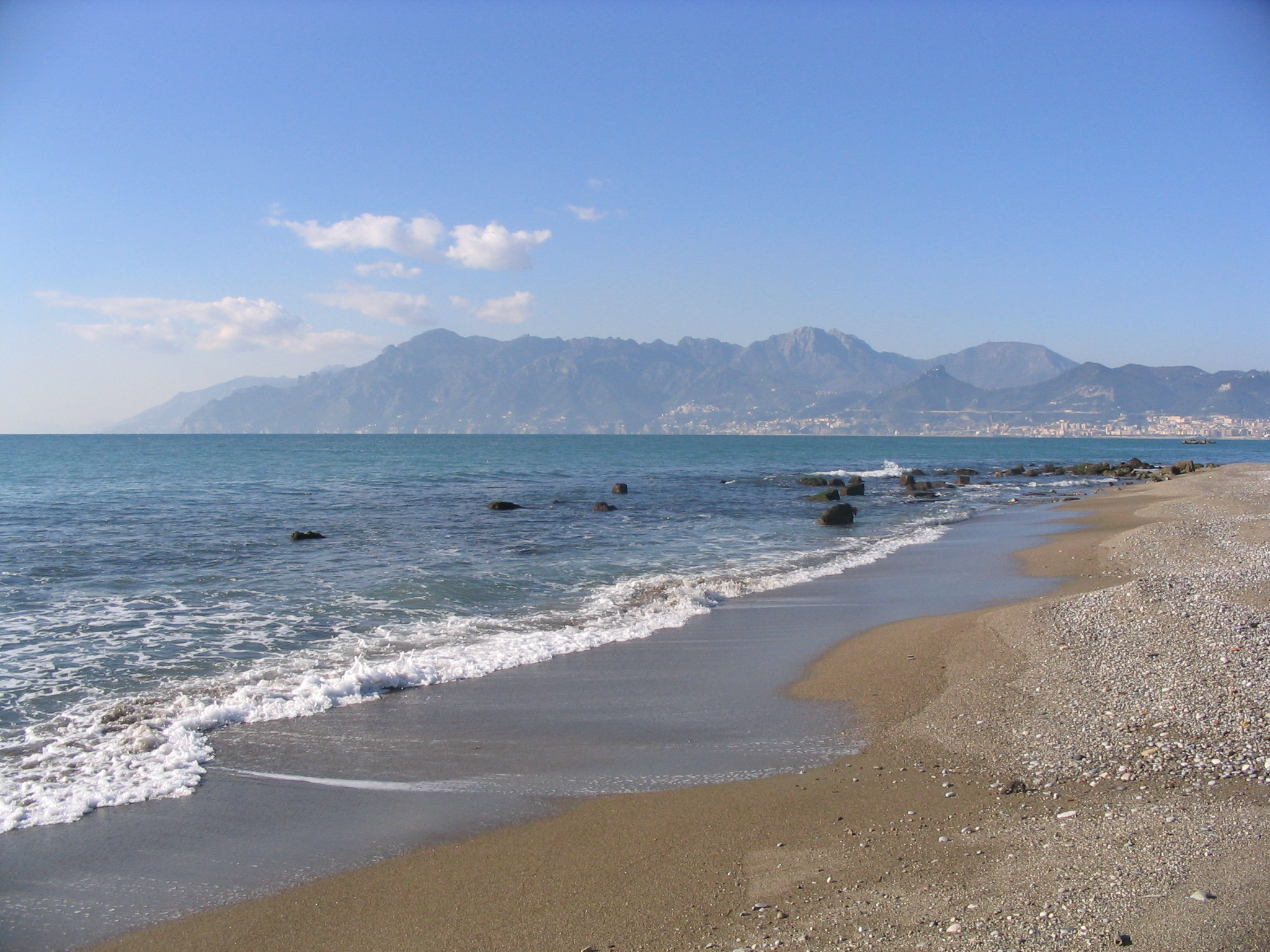
ピアーナ・デル・セーレから見たサレルノ湾

サレルノ湾（サレルノわん、イタリア語: Golfo di Salerno、ナポリ語:Gurfo 'e Salierno）は、イタリア南西部のカンパニア州にあるティレニア海（地中海）の湾。
サレルノ湾の北西は、ソレント半島によって画される。ソレント半島南岸は、アマルフィ海岸と呼ばれる峻険な海岸となっている。中世に海洋都市国家として栄えたアマルフィをはじめとして、ポジターノなど海に向かって開いた狭い土地に小都市が並ぶ景勝地であり、世界遺産に登録されている。湾の北東には、サレルノ県の県都である港湾都市サレルノがあり、湾に沿った遊歩道が整備されている。
東にはピアーナ・デル・セーレ (it:Piana del Sele) と呼ばれる。第二次世界大戦では、1943年9月に連合国軍がサレルノから南方一帯にかけてのサレルノ湾岸に上陸した（アヴァランチ作戦）。

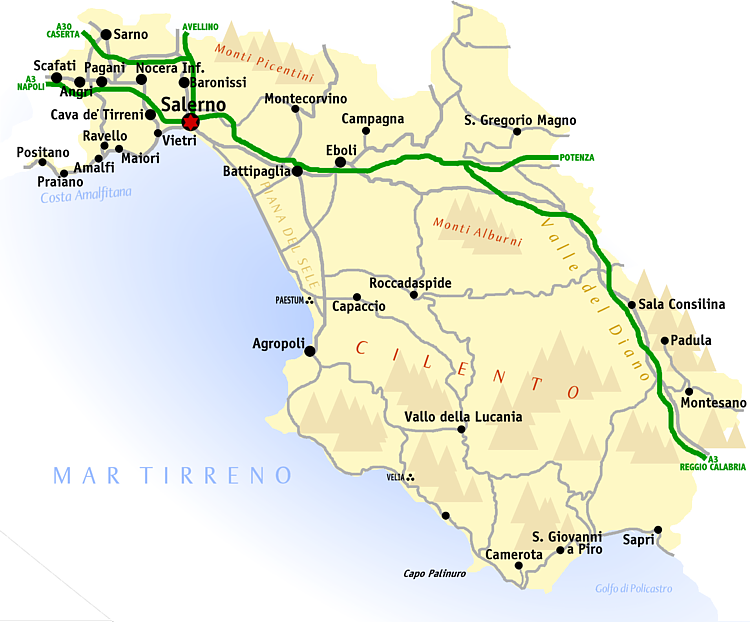
サレルノ県概略図